# Финал на Шампионската лига 2020
Финалът на Шампионската лига 2020 е футболен мач, който се проведе в неделя, 23 август 2020 между френският ФК Пари Сен Жермен и германският ФК Байерн Мюнхен на стадион Ещадио да Луж в Лисабон, Португалия. Мачът се провежда за да определи победителя на сезон 2019/20 в Шампионската лига, най-силния европейски клубен турнир. Преди този мач Байерн Мюнхен са печелили титлата 5 пъти, докато ПСЖ ще играе първия си финал.
Стадионът, Ещадио да Луж, домакинства втория си финал в турнира. ПСЖ отстраняват Борусия Дортмунд, Аталанта и Лайпциг, а Байерн Мюнхен побеждават Челси, Барселона и Олимпик Лион по пътя към финала.
Мачът ще се играе при закрити врата поради пандемията от коронавирус.  Мачът първоначално трябваше да се изиграе на Олимпийският стадион „Ататюрк“ в Истанбул, Турция, на 30 май 2020.  Това ще бъде първият финал на Шампионската лига, който се играе в неделя. Победителят ще участва в мача за Суперкупата на Европа.
Байерн Мюнхен печели мача с 1:0 и става шампион на Европа за 6-и път.

## Детайли
| 23 август 2020 г. 22:00 |

| Пари Сен Жермен | 0:1    | Байерн Мюнхен |
| --------------- | ------ | ------------- |
|                 | Доклад | Коман 59'     |

| Ещадио да Луж, Лисабон 0 зрители Съдия: Даниеле Орсато |